# Абаџија
Абаџија је мајстор занатлија који од грубог сукна под називом аба, шије народна одела - народну ношњу. Грађанску народну одећу је, у 19. веку, шио мајстор занатлија који се звао терзија.
Именица аба означава грубо вунено сукно (тканину) и пореклом је из арапског језика (‘abä). Реч „абаџија“ се добија када се на реч „аба“ дода турски суфикс -џија и означава кројача одеће од абе..